# Polní armáda „Bernolák“
Polní armáda „Bernolák“, též Armádní skupina „Bernolák“ (slovensky Poľná armáda „Bernolák“ nebo Armádna skupina „Bernolák“), byla polní armáda Slovenského státu, která se po boku německé armády zúčastnila invaze do Polska v září 1939.

## Složení, rozmístění a úkoly
Polní armáda se skládala z celkem tří divizí - 1. divize „Jánošík“, 2. divize „Škultéty“ a 3. divize „Rázus“. Její vrchní velitelství bylo zřízeno ve Spišské Nové Vsi. Vrchním velitelem byl slovenský ministr obrany generál Ferdinand Čatloš. Měla ve zbrani 51 306 mužů.
1. divize byla rozmístěna v prostoru Spišská Nová Ves-Prešov a jejím velitelem byl plukovník Anton Pulanich. 2. divize byla rozmístěna v prostoru Brezno nad Hronom-Poprad a jejím velitelem byl generál Alexander Čunderlík. 3. divize byla rozmístěna těsně u slovensko-polských hranic východně od Vysokých Tater a jejím velitelem byl podplukovník Augustín Malár.
Slovenský sektor byl částí úseku německé armádní skupiny „Jih“ 14. armády generála Lista. Úkolem slovenské polní armády bylo krýt východní křídlo německé 14. armády a zabránit proniknutí polských jednotek na území Slovenska. Na polské straně stála armádní skupina „Karpaty“.
K útoku na Polsko došlo 1. září 1939 a čtyři dny po vypuknutí bojů zřídilo vrchní velitelství slovenské polní armády pohyblivou motorizovanou jednotku „Kalinčiak“ (tzv. rychlá jednotka „Kalinčiak“) pod velením podplukovníka Jána Imra. Tato jednotka byla tvořena jezdeckou eskadronou, rotou cyklistů a motorizovaným praporem s rotou tanků, rotou obrněných automobilů a rotou protitankových děl, a později byla posílena četou tanků (takže měla celkem 19 tanků LT-35).

## Bojové operace

Polská část Spiše v letech 1924-1938 a po roce 1945

1. divize zahájila útok jako první 1. září 1939 v pět hodin ráno a bez odporu obsadila původně slovenské vesnice Javorina a Podspády. Poté obsadila Zakopané a postoupila asi 30 km na Nowy Targ. 9. září 1939 se její hlavní síly z Polska stáhly.
3. divize chránila slovensko-polské hranice na úseku Nowy Sącz-Stará Ľubovňa-hranice Polska s Maďarskem. Odrážela izolované polské výpady a znovuobsadila obec Nižný Komárnik, které se polské jednotky dočasně zmocnily. Poté divize zaútočila spolu s německým 18. horským sborem ve směru Jaslo-Krosno-Sanok. Postoupila 60 až 90 km do hloubky polského území a svedla několik šarvátek s ustupujícími polskými jednotkami. Čtyři obrněné automobily s jezdeckou eskadronou byly vyslány do Tylicze, odkud se však pro silný polský odpor musely stáhnout.
2. divize byla v záloze a bojů se nezúčastnila. 8. září překročila spolu s rychlou jednotkou „Kalinčiak“ bývalou slovensko-polskou hranici jako druhý sled a do bojů nezasáhla. 16. září byla pověřena vyčistěním a zajištěním dobytého území mezi městy Liszna, Jabłonki, Baligrod, Sanok, Krosno a Dukla.
Spolu s polní armádou se do útoku na Polsko zapojila i 39. a 45. stíhací a 16. pozorovací letka slovenského válečného letectva. Průzkumné letouny zabezpečovaly postup slovenských jednotek a stíhačky chránily německé střemhlavé bombardéry při osmi náletech na jižní Polsko. Jedním z nich byl nálet, provedený 17. září ráno na Hluboczek Wielki u Tarnopolu, kde protileteckou obranu zajišťovala Legie Čechů a Slováků a kde padl kulometčík V. Grünbaum, první padlý Legie za německé invaze do Polska.
Koncem září byly z Polska všechny slovenské jednotky staženy a krátce poté byly demobilizovány.

## Ztráty a vyznamenání
18 vojáků polní armády v tažení do Polska padlo, 46 bylo zraněno a 11 zůstalo nezvěstných.
11. září 1939 slovenská vláda zavedla vyznamenání Slovenský válečný vítězný kříž a pamětní medaili „Javorina-Orava“. V Zakopaném proběhla velká vojenská přehlídka slovenských jednotek, slovenští a němečtí vojáci byli v Popradu, Spišské Nové Vsi a dalších slovenských městech dekorováni slovenskými vyznamenáními. Generál Čatloš a další dva slovenští důstojníci byli Adolfem Hitlerem dekorováni německým železným křížem, slovenský prezident Tiso obdržel od Adolfa Hitlera děkovný telegram.